# Скрученно удлинённая пятискатная биротонда
Скру́ченно удлинённая пятиска́тная бирото́нда — один из многогранников Джонсона (J48, по Залгаллеру — М9+А10+М9).
Составлена из 52 граней: 40 правильных треугольников и 12 правильных пятиугольников. Каждая пятиугольная грань окружена пятью треугольными; среди треугольных граней 10 окружены тремя пятиугольными, 10 — двумя пятиугольными и треугольной, 10 — пятиугольной и двумя треугольными, 10 — тремя треугольными.
Имеет 90 рёбер одинаковой длины. 60 рёбер располагаются между пятиугольной и треугольной гранями, остальные 30 — между двумя треугольными.
У скрученно удлинённой пятискатной биротонды 40 вершин. В 20 вершинах сходятся две пятиугольных и две треугольных грани; в других 20 — пятиугольная и четыре треугольных.
Скрученно удлинённую пятискатную биротонду можно получить из двух пятискатных ротонд (J6) и правильной десятиугольной антипризмы, все рёбра у которой равны, — приложив десятиугольные грани ротонд к основаниям антипризмы.
Это один из пяти хиральных многогранников Джонсона (наряду с J44, J45, J46 и J47), существующих в двух разных зеркально-симметричных (энантиоморфных) вариантах — «правом» и «левом».

## Метрические характеристики
Если cкрученно удлинённая пятискатная биротонда имеет ребро длины {\displaystyle a}, её площадь поверхности и объём выражаются как
{\displaystyle S=\left(10{\sqrt {3}}+3{\sqrt {25+10{\sqrt {5}}}}\right)a^{2}\approx 37{,}9662369a^{2},}
{\displaystyle V={\frac {1}{6}}\left(45+17{\sqrt {5}}+5{\sqrt {2\left({\sqrt {650+290{\sqrt {5}}}}-{\sqrt {5}}-1\right)}}\;\right)a^{3}\approx 20{,}5848138a^{3}.}